# Baculofractum
Baculofractum is een geslacht van Phasmatodea uit de familie Diapheromeridae. De wetenschappelijke naam van dit geslacht is voor het eerst geldig gepubliceerd in 1995 door Zompro.

## Soorten
Het geslacht Baculofractum omvat de volgende soorten:
- Baculofractum insigne (Brunner von Wattenwyl, 1907)
- Baculofractum shelfordi Bragg, 2005